# さつま警察署
さつま警察署（さつまけいさつしょ）は、鹿児島県警察が管轄する警察署の一つである。

## 管轄区域
- 薩摩郡さつま町

## 所在地
- 895-1813 鹿児島県薩摩郡さつま町轟町22-2

## 交番・駐在所
- 屋地交番（薩摩郡さつま町宮之城屋地1573番地2）
- 山崎駐在所（薩摩郡さつま町山崎1107番地3）
- 湯田駐在所（薩摩郡さつま町湯田510番地1）
- 薩摩駐在所（薩摩郡さつま町求名3696番地3）